# Aidi
Aidi, neboli Atlaský horský pes, (anglicky: Atlas Shepard Dog) je plemeno psa pocházející z Maroka, uznané FCI ve skupině 2 (horští psi) pod číslem 247. V Evropě patří k málopočetným plemenům. Jeho předkové pocházejí pravděpodobně ze Sahary. Sloužil kočujícím beduínům jako strážce majetku, ale i stád ovcí před šelmami.

## Vzhled

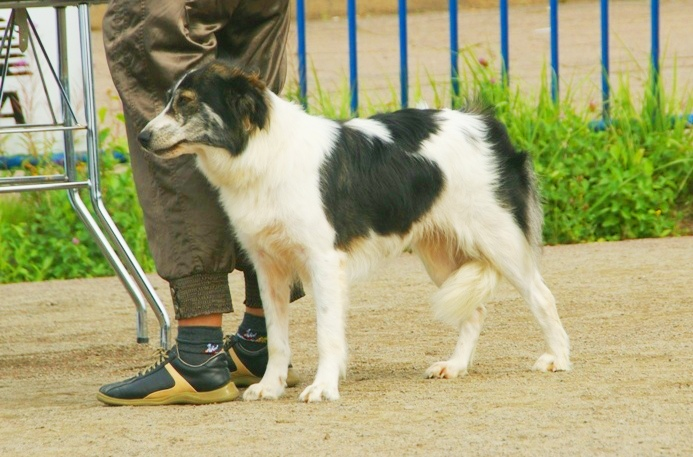

Aidi je silný a robustní pes. Výška v kohoutku se pohybuje v rozmezí 45–62 cm. Má chundelatou, až do 6 cm dorůstající srst, která ho chrání před horskými povětrnostními podmínkami a také před kousnutím menších šelem. Samci mají na krku hřívu. Barva srsti je různá, od plavé po bílo-černou, nezřídka je tříbarevná s kresbou. Skvrny si zvyknou tvořit plášť a čepici a jsou od sebe odděleny bílým obojkem. Medvědí hlava je formována do klínu. Má široké temeno. Uši má středně dlouhé, špičky mírně zaokrouhlené, šikmo nasazené. Napůl padají, mají být ve střehu, jsou natočeny dopředu, v klidu někdy složené dozadu. Má rovnoměrné čelisti se silnými zuby bez předkusu nebo podkusu. Aidi má hluboký, dobře osvalený hrudník a vtažené břicho. Široký, svalnatý, přiměřeně dlouhý hřbet plynule přechází do silných dobře osvalených a mírně klenutých beder. Horní linie je mírně přestavěna, záda však nemají být povolená. Ocas je zahnutý a dlouhý, dobře osrstěný . Kupírování uší a ocasů je u nás nežádoucí, ačkoli je to v některých oblastech běžná praxe.

## Povaha
Je to plemeno se silně vyvinutým obranářským pudem, díky čemuž je třeba být opatrný při styku s cizími lidmi. Aidi je ostražitý a nebojácný strážce, dobrý hlídač. Bez váhání se postaví každému vetřelci. Je čilý a samostatný, proto potřebuje důslednou výchovu. S dětmi vychází dobře a jejich hry si nechá líbit, ale "své" děti si ochraňuje a pokud bude mít pocit, že jim někdo ubližuje, rázně to dokáže dát najevo. S jinými psy ve smečce se snese dobře. K jiným zvířatům je rezervovaný, ale pokud před ním začnou utíkat, bude je bez váhání pronásledovat. Vůči svému majiteli je loajální.

## Péče a nároky
Aidi nevyžaduje zvláštní péči; jeho srst líná 2x ročně (na jaře a na podzim) a v tomto období je nutné, věnovat jí zvýšenou péči. Mimo něj stačí 1x týdně ji pročesat. Tento pes vyžaduje pevné vedení a výcvik s jasně danými hranicemi, které pes nesmí porušit. Hodí se spíše pro zkušené chovatele, kteří mají zkušenosti s tvrdohlavými a obřími plemeny. Jeho majitele by měl být také dostatečně finančně zajištěn, protože jen kvalitní krmení pro obří psy je poměrně drahé a tito psi mají na peněženku svého majitele vysoký nárok.